# Hipertermia
Hipertermia é o termo associado à elevação e/ou manutenção das temperaturas do corpo humano ou de outro organismo vivo a patamares capazes de comprometer, ou mesmo de colapsar, seus metabolismos.

## Causas
A hipertermia encontra-se geralmente relacionada à incapacidade do organismo de promover  calor com o ambiente externo imediato; a incapacidade de reduzir e manter a produção interna de energia térmica a um patamar aceitável - o que ocorre, a exemplo, em casos agudos de febre; ou à qualquer outro fator que impeça a igualdade entre as taxas de produção interna de energia térmica e de calor entre o organismo e o ambiente externo imediato de forma a implicar saldo positivo à favor da primeira. Implica diretamente em uma quebra da homeostasia do organismo, geralmente o corpo humano.
A hipertermia pode ser causada tanto por elementos externos, como exposição ao Sol; exposição por longo tempo em banheira muito quente; proximidade a fornos ou locais de grande temperatura; e também pode ser causada por descontrole ou reações inatas ou induzidas no próprio organismo, a exemplo em virtude de alguma doença.
Qualquer doença ou trauma do hipotálamo pode comprometer os mecanismos de produção de energia térmica. A hipertermia maligna é uma condição hereditária que pode levar à produção não-controlada de energia térmica; quadro que é geralmente desencadeado quando pessoas suscetíveis recebem determinadas substâncias anestésicas.
A temperatura humana normal está próxima aos 36,5 °C. Aparte situações crôncias, casos febris ou de outra ordem que impliquem temperaturas não superiores a 40 °C não são, em geral, casos de risco de morte. Em casos onde a temperatura corporal eleve-se a patamares superiores a 40 °C, podem-se detectar convulsões; e se a temperatura exceder 43 °C, o quadro geralmente leva o indivíduo ao hospital, e, em casos extremos, à morte.
Temperaturas elevadas implicam o comprometimento da ação das enzimas, proteínas que funcionam como catalisadores das reações metabólicas, em virtude de suas desnaturações. Por sorte, tais casos são, salvo causas específicas como processos infecciosos agudos, processos alergo-inflamatórios graves, e intoxicações específicas, raros de ocorrer no ser humano.
É importante diferenciar a hipertermia da simples febre no manejo terapêutico de afecções comuns. Não obstante, a febre é um tipo de hipertermia.
Várias são as causas de hipertermia, contudo essas são certamente menos comuns do que as síndromes febris. Dentre as causas destacam-se a intermação ou "Heat-Stroke Syndrome", a síndrome neuroléptica maligna, a hipertermia maligna e a síndrome serotoninérgica.
A hipertermia pode ser também usada como forma de tratamento médico de algumas doenças, através de sua indução por meio de medicamentos ou dispositivos médicos.

## Tratamento imediato
O tratamento imediato para hipertermia, a exemplo em febres altas, é obtido via aumento induzido da taxa de calor entre a pessoa e o ambiente; a exemplo via imersão em banheira de água à temperatura ambiente, ou mesmo fria. A elevação da taxa de calor a um patamar superior ao da taxa de produção de energia térmica implicará em um decréscimo da temperatura do organismo dada a redução de suas energias interna e térmica.